# Talang Padang (Mulak Ulu)
Talang Padang is een bestuurslaag in het regentschap Lahat van de provincie Zuid-Sumatra, Indonesië. Talang Padang telt 251 inwoners (volkstelling 2010).